# Tokunoshima

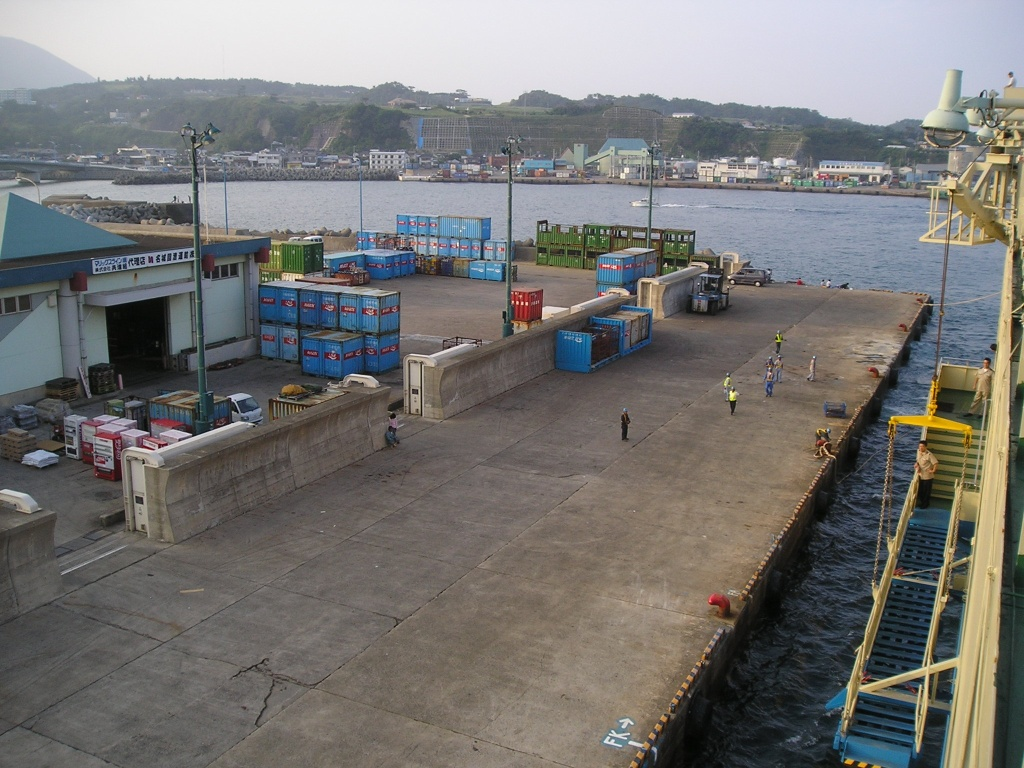
Port de Kametoku

Tokunoshima és una illa del sud-oest del Japó, al nord de l'Illa d'Okinawa. Forma part de l'arxipèlag de les illes Amami, que al seu torn formen part de les illes Ryūkyū. Té una població de 27.000 habitants amb una superfície de 248 km². L'illa té 80 kilòmetres de costa. El punt més alt es troba a 2.052 msnm. Una gran part de l'illa es troba a dins del Parc Nacional d'Amami Guntō.
Tokunoshima és coneguda per tenir les taxes de natalitat més altes del Japó, així com una població significativa de persones de més de 100 anys.

## Població
Els habitants de l'illa de Tokunoshima es concentren en tres poblacions:
- Tokunoshima
- Isen
- Amagi